# Nykils församling
Nykils församling var en församling i Linköpings stift inom Svenska kyrkan i Linköpings kommun i Östergötlands län. Församlingen uppgick 2010 i Nykil-Gammalkils församling.
Församlingskyrka var Nykils kyrka.
Folkmängd i församlingen 2006 var 1 203 invånare. 

## Administrativ historik

församlings vapen

Församlingen bildades under medeltiden som en utbrytning ur Gammalkils församling. År 1736 utbröts delar ur församlingen till den då bildade Ulrika församling.
Församlingen utgjorde till 1962 ett eget pastorat för att därefter vara moderförsamling i pastoratet Nykil, Gammalkil och Ulrika.  Församlingen uppgick 2010 i Nykil-Gammalkils församling.
Församlingskod var 058011.

## Präster

### Kyrkoherdar
Kyrkoherdar i Nykils församling.
| Ämbetstid | Namn                           | Levnadstid | Kommentarer                    |
| --------- | ------------------------------ | ---------- | ------------------------------ |
| 1345      | Haqvinus                       |            | Curatus.                       |
| 1346-1348 | Johannes                       |            |                                |
| 1352-1368 | Hemmingus                      |            |                                |
| 1381      | Stefan                         |            | Curatus.                       |
| 1405      | Håkan                          |            |                                |
| 1495      | Sveno                          |            |                                |
| 1500      | Holmstanus Johannis            |            |                                |
| 1507-1520 | Sveno                          |            | Curatus.                       |
| 1521      | Petrus                         |            | Curatus.                       |
| 1524      | Vernerus Nicolai               | -1524      |                                |
| 1552      | Per                            |            |                                |
| 1555-1558 | Hans (Jöns)                    |            | Kyrkoherde och kontraktsprost. |
| 1567-1569 | Sveno Magni                    |            |                                |
| 1575      | Isaac Olai                     |            |                                |
| 1576-1608 | Matthias Gemelli Cuprimontanus | 1540-1608  |                                |
| 1609-1641 | Jonas Arvidi                   | -1641      | Kyrkoherde och kontraktsprost. |
| 1641-1678 | Laurentius Jonæ Kylander       | 1590-1678  |                                |
| 1679-1691 | Jonas Kildoun (Kildonaeus)     | 1641-1691  |                                |
| 1692-1696 | Andreas Harrelius              | 1650-1696  |                                |
| 1697-1730 | Laurentius Biörckegren         | 1661-1730  |                                |
| 1731-1746 | Johan Reuselius                | 1680-1746  |                                |
| 1746-1776 | Samuel Schenberg               | 1704-1776  |                                |
| 1778-1800 | Pehr Hasselberg                | 1720-1800  |                                |
| 1801-1838 | Hans Peter Westelius           | 1757-1838  |                                |
| 1839-1854 | Lars Gustaf Könsberg           | 1786-1854  | Kyrkoherde och kontraktsprost. |
| 1854-1862 | Johan Ludvig Frieberg          | 1800-1862  |                                |
| 1862-1878 | Andreas Nicolaus Schmidt       | 1806-1878  | Kyrkoherde och kontraktsprost. |
| 1878-1893 | Carl August Bånge              | 1822-1893  |                                |
| 1894-1921 | Fredrik Hjelm                  | 1842-1930  | Kyrkoherde och kontraktsprost. |
| 1921-1950 | John Albert André Augustinius  | 1884-1956  | [ 4 ]                          |
| 1973–1984 | Bo Adell                       | 1930–2023  | [ 5 ] [ 6 ]                    |

### Komministrar
| Ämbetstid | Namn                     | Levnadstid | Kommentarer                                |
| --------- | ------------------------ | ---------- | ------------------------------------------ |
| 1622-1626 | Canutus Kylander         |            |                                            |
| 1626-1638 | Olaus Erici Rydensis     |            |                                            |
| 1638-1641 | Laurentius Jonæ Kylander | 1590–1678  | Senare kyrkoherde i församlingen.          |
| 1659-1681 | Nicolaus Jonae Krochius  | -1681      |                                            |
| 1682-1694 | Magnus Sätherman         | 1646-1694  |                                            |
| 1696-1700 | Matthias Bauman          | 1666-1700  |                                            |
| 1701-1702 | Germund Limnelius        |            |                                            |
| 1702-1717 | Andreas Aurelius         | 1665–1740  |                                            |
| 1717-1738 | Johannes Grevillius      | 1690–1754  | Senare kyrkoherde i Västerlösa församling. |
| 1738-1779 | Ericus Styrenius         | 1703-1779  |                                            |
| 1780-1788 | Jon Wåhlander            | 1743–1809  | Senare kyrkoherde i Tåby församling.       |
| 1788-1798 | Pehr Hagrelius           | 1747-1798  |                                            |
| 1800-1806 | Hans Jonas Aschan        | 1759-1806  |                                            |
| 1806-1810 | Anders Ekenberg          | 1767-1826  | Senare kyrkoherde i Skeppsås församling.   |
| 1810-1818 | Pehr Lagerqvist          |            |                                            |
| 1818-1830 | Nils Henrik Gottfriedz   |            |                                            |
| 1830-1833 | Nils Rydbeck             |            |                                            |
| 1833-1845 | Aron Aronsson            |            |                                            |
| 1845-1855 | Johan Nyholm             |            |                                            |
| 1855-1864 | Carl Fredrik Wahlgren    | 1811–1888  |                                            |
| 1864-1914 | Frans Edvard Theander    | 1832-1914  |                                            |

## Klockare och organister[7]
| Ämbetstid | Namn                  | Levnadstid | Övrigt                |
| --------- | --------------------- | ---------- | --------------------- |
| 1736-1747 | Jonas Nyman           | 1684-1757  | Klockare              |
| 1750-1752 | Anders Widegren       | 1727-      | Organist och klockare |
| 1753-1786 | Peter Rydgren         | 1735-1786  | Organist och klockare |
| 1787-1813 | Håkan Björnell        | 1763-1813  | Organist och klockare |
| 1813-1833 | Sven Peter Björnell   | 1792-1833  | Organist och klockare |
| 1834-1869 | Lars Nyqvist          | 1812-1869  | Organist och klockare |
| 1870-1900 | August Rydell         | 1843-1930  | Organist och klockare |
| 1900-1929 | Gottfrid Kindberg     | 1860-      | Organist och klockare |
| 1930-     | Harry Karlsson        | 1899-      | Organist och klockare |
| 1940-1965 | Göte Nilsson Backstad | 1906-1965  | Organist och klockare |